# 拉武埃尔达
拉武埃尔达，是西班牙阿拉贡自治区韦斯卡省的一个市镇。总面积18平方公里，总人口174人（2001年），人口密度10人/平方公里。